# イェータ (海防戦艦)

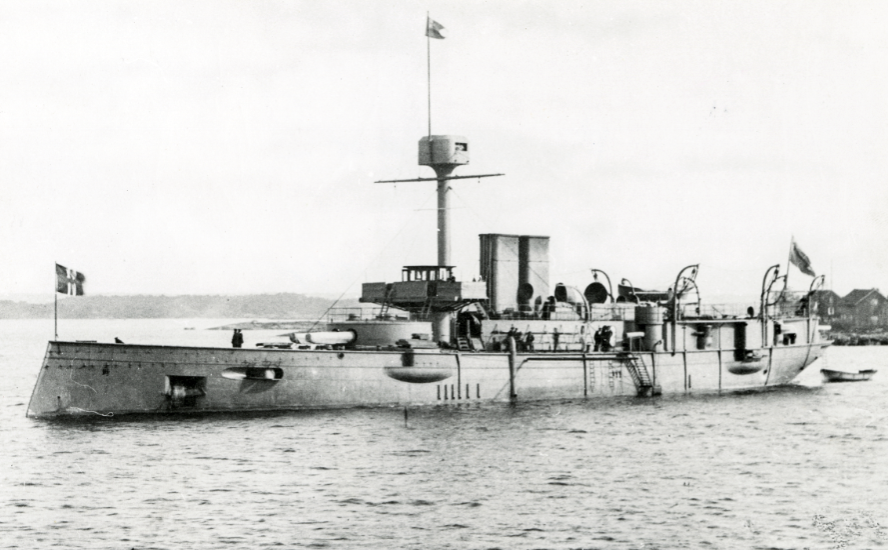
改装前の「イェータ」

イェータ (Göta) はスウェーデン海軍の海防戦艦。スヴェア級。艦名はイェート人に由来する。
イェーテボリのリンドホルメン造船所で建造。1888年起工。1889年9月30日進水。艤装はカールスクルーナ海軍工廠で行われ、1891年7月1日に就役した。
基準排水量3097トン、満載排水量3393トン、全長82.0m、最大幅14.8m、計画吃水4.92m。司令部要員用施設を有した。
主砲はアームストロング34口径25.4cmM/89A型後装施条砲2門で、連装砲塔に搭載した。これは、「スヴェア」搭載のものより発射速度が上がっている。副砲はボフォース34口径5.2cmM/89型砲を4門搭載。他に、マキシム・ノルデンフェルト48口径57mmM/89型砲5門、パルムクランツ25mmM/77型機銃6挺を搭載した。2隻の艦載艇は25mmM/77型機銃1挺を搭載した。水雷兵装は艦首に38.1cmM/89型水中魚雷発射管1門と艦中央部の両側に38.1cm水上魚雷発射管を各1門搭載した。
1900年以降スヴェア級3隻は順次近代化改装を受け、44口径21cm砲1門、44口径15.2cm砲7門、57mm砲11門となった。他、水上魚雷発射管は撤去され、艦載艇の機銃がヴィッカース・マキシム39口径37mmM/98B型砲に換えられた。
主機は水平2気筒2段膨張式蒸気往復動機関2基、主缶は円缶6基で、出力4600指示馬力。2軸推進で計画速力16ノット。公試では16.0ノットを発揮した。航続距離は10ノットで2400浬。
装甲鈑はフランスのシュネデール社製。厚さは水線装甲帯が最大293mm、甲板25mm、シタデル268mm、司令塔268mm、主砲前楯293mm。近代化改装後の砲塔は前楯190mm、側楯140mm。

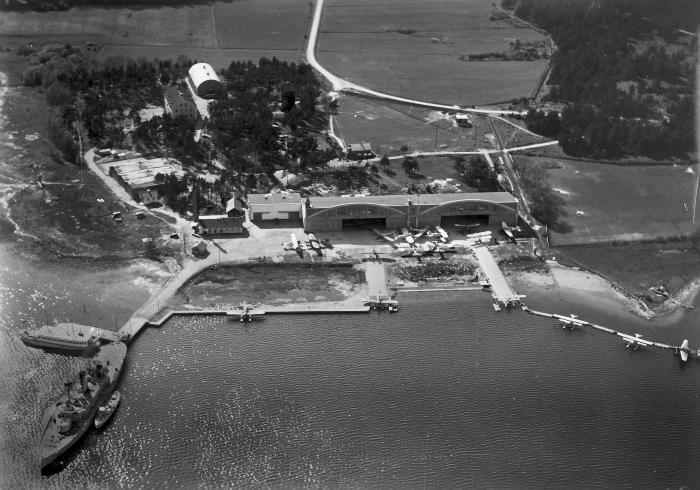
ロスラーゲンス飛行戦隊、宿泊艦となっている「イェータ」が写る

「イェータ」は1891年から1896年まで沿岸艦隊旗艦を務めた。1895年、「イェータ」は「トゥーレ」、砲艦「エッダ」とともにキール運河の開通式に参加した。1897年、イギリスのヴィクトリア女王在位60周年記念観艦式に参加。1927年にロスラーゲンス飛行戦隊の宿泊艦となり、1938年に除籍され、1942年から1943年にかけて解体された。